# Paspalum oligostachyum
Paspalum oligostachyum är en gräsart som beskrevs av Philipp Salzmann och Ernst Gottlieb von Steudel. Paspalum oligostachyum ingår i släktet tvillinghirser, och familjen gräs. Inga underarter finns listade i Catalogue of Life.